# Lee Evans (calciatore)
Lee Evans (Newport, 24 luglio 1994) è un calciatore gallese, centrocampista del Blackpool.

## Carriera

### Club
Cresciuto nei settori giovanili di Bristol Rovers e Newport County, nel 2013
esordisce con la prima squadra del club gallese. Il 31 gennaio viene acquistato dal Wolverhampton. Il 20 agosto 2015 viene ceduto in prestito al Bradford City, inizialmente fino al gennaio seguente e poi prolungato fino al termine della stagione. Il 31 luglio 2017 passa a titolo temporaneo al Wigan; il 10 gennaio 2018 viene acquistato a titolo definitivo dallo Sheffield United, con cui firma un contratto di tre anni e mezzo.

### Nazionale
Ha giocato nella nazionale gallese Under-21.
Nell'ottobre del 2014 riceve la prima convocazione dalla nazionale maggiore; debutta con i Dragoni il 14 novembre 2017, in occasione dell'amichevole pareggiata per 1-1 contro Panama.

## Statistiche

### Presenze e reti nei club
Statistiche aggiornate al 6 maggio 2018.
| Stagione             | Squadra              | Campionato           | Campionato | Campionato | Coppe nazionali | Coppe nazionali | Coppe nazionali | Coppe continentali | Coppe continentali | Coppe continentali | Altre coppe | Altre coppe | Altre coppe | Totale | Totale | Totale |
| Stagione             | Squadra              | Comp                 | Pres       | Reti       | Comp            | Pres            | Reti            | Comp               | Pres               | Reti               | Comp        | Pres        | Reti        | Pres   | Reti   |        |
| -------------------- | -------------------- | -------------------- | ---------- | ---------- | --------------- | --------------- | --------------- | ------------------ | ------------------ | ------------------ | ----------- | ----------- | ----------- | ------ | ------ | ------ |
| 2013-2014            | Wolverhampton        | FL1                  | 26         | 2          | FACup+CdL       | 1+1             | 0               | -                  | -                  | -                  | FLT         | -           | -           | 28     | 2      |        |
| 2014-2015            | Wolverhampton        | FLC                  | 18         | 1          | FACup+CdL       | 2+1             | 0               | -                  | -                  | -                  | -           | -           | -           | 21     | 1      |        |
| 2015-2016            | Bradford City        | FL1                  | 35+2       | 4          | FACup+CdL       | 3+0             | 0               | -                  | -                  | -                  | FLT         | 1           | 0           | 41     | 4      |        |
| 2016-2017            | Wolverhampton        | FLC                  | 15         | 0          | FACup+CdL       | 2+1             | 0               | -                  | -                  | -                  | -           | -           | -           | 18     | 0      |        |
| Totale Wolverhampton | Totale Wolverhampton | Totale Wolverhampton | 59         | 3          |                 | 8               | 0               |                    | -                  | -                  |             | -           | -           | 67     | 3      |        |
| 2017-gen. 2018       | Wigan                | FL1                  | 20         | 1          | FACup+CdL       | 2+0             | 1+0             | -                  | -                  | -                  | FLT         | 1           | 1           | 23     | 3      |        |
| gen.-giu. 2018       | Sheffield Utd        | FLC                  | 19         | 2          | FACup+CdL       | 0+0             | 0               | -                  | -                  | -                  | -           | -           | -           | 19     | 2      |        |
| Totale carriera      | Totale carriera      | Totale carriera      | 133+2      | 10         |                 | 13              | 1               |                    | -                  | -                  |             | 2           | 1           | 150    | 12     |        |

### Cronologia presenze e reti in nazionale
| Cronologia completa delle presenze e delle reti in nazionale ― Galles | Cronologia completa delle presenze e delle reti in nazionale ― Galles | Cronologia completa delle presenze e delle reti in nazionale ― Galles | Cronologia completa delle presenze e delle reti in nazionale ― Galles | Cronologia completa delle presenze e delle reti in nazionale ― Galles | Cronologia completa delle presenze e delle reti in nazionale ― Galles | Cronologia completa delle presenze e delle reti in nazionale ― Galles | Cronologia completa delle presenze e delle reti in nazionale ― Galles |
| Data                                                                  | Città                                                                 | In casa                                                               | Risultato                                                             | Ospiti                                                                | Competizione                                                          | Reti                                                                  | Note                                                                  |
| --------------------------------------------------------------------- | --------------------------------------------------------------------- | --------------------------------------------------------------------- | --------------------------------------------------------------------- | --------------------------------------------------------------------- | --------------------------------------------------------------------- | --------------------------------------------------------------------- | --------------------------------------------------------------------- |
| 14-11-2017                                                            | Cardiff                                                               | Galles                                                                | 1 – 1                                                                 | Panama                                                                | Amichevole                                                            | -                                                                     | 62’                                                                   |
| 22-3-2018                                                             | Nanning                                                               | Cina                                                                  | 0 – 6                                                                 | Galles                                                                | Amichevole                                                            | -                                                                     | 62’                                                                   |
| 26-3-2018                                                             | Nanning                                                               | Galles                                                                | 0 – 1                                                                 | Uruguay                                                               | Amichevole                                                            | -                                                                     | 72’                                                                   |
| 20-3-2019                                                             | Wrexham                                                               | Galles                                                                | 1 – 0                                                                 | Trinidad e Tobago                                                     | Amichevole                                                            | -                                                                     | 81’                                                                   |
| Totale                                                                |                                                                       | Presenze                                                              | 4                                                                     |                                                                       | Reti                                                                  | 0                                                                     |                                                                       |

## Palmarès

### Club

#### Competizioni nazionali
- Football League One: 2

Wolwerhampton: 2013-2014
Portsmouth: 2023-2024